# Saúl Soliz Soliz
Saúl Solíz Solíz alias «El Lince» es un servidor público mexicano, presunto líder del grupo delictivo Los Caballeros Templarios, escisión del cártel La Familia Michoacana.
Saúl Solíz Solíz tuvo su campo de acción en la llamada Tierra Caliente michoacana, donde inicialmente se dedicó a actividades agrícolas y ganaderas, en 2009 fue candidato del Partido Verde Ecologista de México a diputado federal por el XII Distrito Electoral Federal de Michoacán, elecciones en las que obtuvo un total de 11 412 votos que equivalieron al 14.73% del total de votos emitidos.
El 19 de septiembre de 2011 fue capturado por el Ejército Mexicano como líder del cártel denominado Los Caballeros Templarios, ante lo cual el PVEM se desmarcó de su postulación, y responsabilizó de su postulación a la información que le proporcionó el gobierno federal y estatal.